# جون أرمسترونغ (جندي)
جون أرمسترونغ (بالإنجليزية: John Armstrong)‏ هو جندي أمريكي، ولد في 1735، وتوفي في 1784.